# Syneches repletus
Syneches repletus är en tvåvingeart som beskrevs av Mario Bezzi 1909. Syneches repletus ingår i släktet Syneches och familjen puckeldansflugor. Inga underarter finns listade i Catalogue of Life.